# ريتشارد نورتن سميث
ريتشارد نورتن سميث (بالإنجليزية: Richard Norton Smith)‏ هو مؤرخ أمريكي، ولد في 1953 في ليومنستر في الولايات المتحدة.

## وصلات خارجية
- ريتشارد نورتن سميث على موقع إن إن دي بي (الإنجليزية)